# Benito Juárez (Cocuite)
Benito Juárez är en ort i Mexiko.   Den ligger i kommunen Minatitlán och delstaten Veracruz, i den sydöstra delen av landet, 500 km öster om huvudstaden Mexico City. Benito Juárez ligger 17 meter över havet och antalet invånare är 127.
Terrängen runt Benito Juárez är platt. Runt Benito Juárez är det ganska glesbefolkat, med 29 invånare per kvadratkilometer. Närmaste större samhälle är Hidalgotitlán, 13,3 km nordväst om Benito Juárez. Omgivningarna runt Benito Juárez är en mosaik av jordbruksmark och naturlig växtlighet.